# Даниловка (Закарпатская область)
Даниловка (укр. Данилівка) — село в Батьевской поселковой общине Береговского района Закарпатской области Украины.
Население по переписи 2001 года составляло 493 человека. Почтовый индекс — 90210. Телефонный код — 03141. Занимает площадь 1,57 км². Код КОАТУУ — 2120488404.